# Velike Brusnice
Velike Brusnice so naselje v Občini Novo mesto.

## Rastišče rumenega sleča
Južno od Velikih Brusnic, vzhodno od ceste med Gabrjem in Velikimi Brusnicami, se nahaja avtohtono rastišče slovenske zavarovane in ogrožene vrste rumenega sleča (Rhododendron luteum). Je prvo znano nahajališče te vrste na Slovenskem.